# Telephassa Linea
La Telephassa Linea è una struttura geologica della superficie di Europa.